# Südwestrundfunk
 (août 2019).
Si vous disposez d'ouvrages ou d'articles de référence ou si vous connaissez des sites web de qualité traitant du thème abordé ici, merci de compléter l'article en donnant les références utiles à sa vérifiabilité et en les liant à la section « Notes et références ».

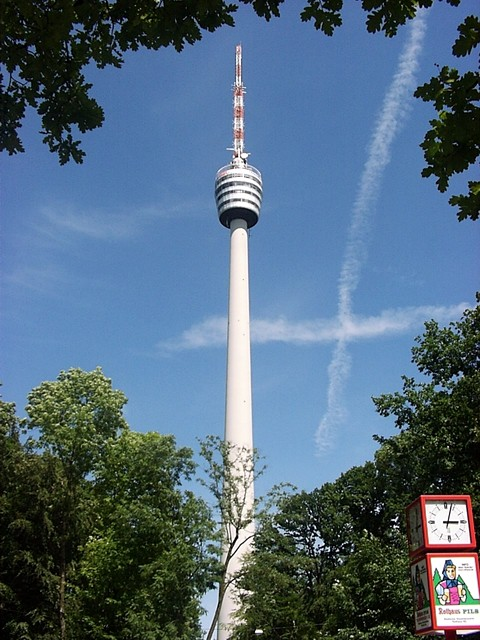
Tour de télévision de Stuttgart

La Südwestrundfunk ou SWR (litt. « Radiodiffusion du Sud-ouest ») est un organisme de droit public basé à Stuttgart, Baden-Baden et Mayence. La chaîne est membre de l'ARD (Communauté de travail des établissements de radiodiffusion de droit public de la République fédérale d’Allemagne) .
Il s'agit du service public audiovisuel pour les Länder de Bade-Wurtemberg et de Rhénanie-Palatinat.
SWR est issue d'un rapprochement entre le SWF (Südwestfunk) et SDR (Süddeutscher Rundfunks) en 1998.

## Programmes

### Télévision
- Das Erste : programme communautaire de l'ARD dont 16,95 % font partie de la SWR (inclusivement la participation à ARD digital, une chaîne qui est principalement diffusée par câble et satellite).
- SWR Fernsehen : troisième programme de télévision pour le Bade-Wurtemberg et la Rhénanie-Palatinat. 70 % de ce programme est repris par la Saarländischer Rundfunk
- Phoenix : chaîne communautaire de l'ARD et de la ZDF avec des reportages
- KiKA : chaîne pour les enfants, financée par ARD et ZDF
- Arte : chaîne culturelle franco-allemande
- 3sat : chaîne culturelle en coopération avec ARD, ZDF, ORF et SRF

### Radio
- SWR1 Baden-Württemberg : programme avec des informations et des reportages du Bade-Wurtemberg, musique : oldies, pop, rock classique
- SWR1 Rheinland-Pfalz : programme avec des informations et des reportages de la Rhénanie-Palatinat, musique : oldies, pop, rock classique
- SWR Kultur : chaîne culturelle
- SWR3 : programme avec de la musique moderne
- SWR4 Baden-Württemberg : programme avec des informations régionales des districts du Bade-Wurtemberg (Karlsruhe, Stuttgart, Friedrichshafen, Mannheim, Heilbronn, Ulm, Offenbourg, Fribourg-en-Brisgau, Tübingen, Lörrach et Villingen-Schwenningen) musique : oldies, Schlager, musique folkloriste allemande
- SWR4 Rheinland-Pfalz : programme avec des informations régionales des districts de la Rhénanie-Palatinat (Kaiserslautern, Coblence, Mayence, Ludwigshafen et Trèves), musique : oldies, Schlager, musique folkloriste allemande
- Dasding : programme avec de la musique et des informations pour les jeunes
- SWR Aktuell : programme d'information en continu
- SWR cont.ra : programme avec des informations de fond sur des thèmes actuels (2002-2012)

## Histoire
Organisés par la Direction générale des Affaires culturelles (DGAC), la Südwestfunk fut fondée le 31 mars 1946 comme radio pour la Zone d'occupation française en Allemagne. La SWR fut fondée le 1er janvier 1998. Le 30 août 1998, elle reprit l'exploitation de la SWF et SDR. Après un mois, la SWR devient également le successeur judiciaire.

## Organisation
Peter Voss qui fut l'intendant de la SWF en 1998 devient le premier directeur de la SWR après la fusion. Le 1er décembre 2006, l'ancien directeur administratif, Peter Boudgoust est nommé comme nouveau directeur. Il prend ses fonctions le 1er mai 2007.
À côté du directeur, il y a sept administrateurs sous ses ordres :
- Viktor von Oertzen : administration (Stuttgart)
- Bernhard Nellessen : télévision (Baden-Baden)
- Bernhard Hermann : radio (Baden-Baden)
- Willi Steul : station du Bade-Wurtemberg
- Dr Simone Sanftenberg : station de la Rhénanie-Palatinat
- Dr Hermann Eicher : juridique (Mayence)
- Bertram Bittel : technique et production (Baden-Baden)

## Émetteurs
La SWR exploite, comme les autres membres de l'ARD, plusieurs émetteurs pour diffuser leurs programmes. À côté de la SWR, il existe des chaînes privées qui utilisent les mêmes transmetteurs.

### Bade-Wurtemberg
- Bodenseesender : émetteur ondes moyennes à Rohrdorf près de Messkirch, fréquence 666 kHz, puissance d'émission 150 kW, antenne : pendant la journée un pylône relais ondes moyennes avec une hauteur de 240 mètres, isolé vers la fin, pendant la nuit un pylône relais MA avec une hauteur de 137 mètres, deux mâts isolés vers la fin.
- Émetteur d'Aalen-Braunenberg pour la télévision et la radio FM.
- Émetteur de Bad Mergentheim-Löffelstelzen pour la télévision et la radio FM.
- Émetteur du Feldberg en Forêt-Noire pour la télévision et la radio FM, les programmes de cet émetteur peuvent être reçus dans le Bas-Rhin.
- Émetteur de Fribourg-Lehen pour la radio ondes moyennes, la télévision et la radio FM.
- Émetteur d’Heidelberg-Königstuhl pour la télévision et la radio FM (tour de télévision avec terrasse panoramique).
- Émetteur d’Heilbronn-Obereisesheim pour la radio ondes moyennes.
- Émetteur de Hornisgrinde, pour la télévision et la radio FM, les chaînes de cette station peuvent être reçues avec une très bonne qualité jusqu'à Strasbourg et ses environs.
- Émetteur de Mühlacker pour la radio ondes moyennes et FM.
- Émetteur du Raichberg près d’Albstadt pour la radio FM et la télévision.
- Émetteur de Stuttgart-Degerloch pour la radio FM (tour de télévision avec un restaurant panoramique et une terrasse pour les touristes; cette tour était la première tour de béton armé sur le monde).
- Émetteur d’Ulm-Jungingen pour la radio ondes moyennes.
- Émetteur d’Ulm-Kuhberg pour la radio FM.
- Émetteur de Waldburg pour la télévision et la radio FM.
- Émetteur de Waldenburg pour la télévision et la radio FM.
- Émetteur de Wannenberg pour la télévision et la radio FM.
- Émetteur de Witthoh près de Tuttlingen pour la radio FM.

Actuellement, un nouvel émetteur à Friedrichsberg près de Waldenburg est en construction. À partir de la fin 2008, il devra remplacer l'ancien émetteur de Waldenburg.

### Rhénanie-Palatinat
- Rheinsender : émetteur ondes moyennes et FM à Wolfsheim, au sud-ouest de Mayence, fréquence 1017 kHz, puissance d’émission 100 kW, sur mât d’antenne d’une hauteur de 150 mètres, érigé en 1950.
- Émetteur de Dieblich-Naßheck près de Coblence pour la télévision et la radio FM.
- Émetteur du Donnersberg près de Kirchheimbolanden pour la télévision et la radio FM.
- Émetteur d’Haardtkopf près de Gornhausen pour la télévision et la radio FM.
- Émetteur de Linz-sur-Rhin pour la télévision et la radio FM.
- Émetteur de Cassel (Mayence) pour la télévision et la radio FM.
- Émetteur de Sarrebourg-Geisberg pour la télévision et la radio FM.
- Émetteur de Daun-Scharteberg pour la télévision et la radio FM.
- Émetteur du Weinbiet près de Neustadt pour la télévision et la radio FM.

## Orchestres et chorales
La SWR finance et entretient les organisations musicales suivantes :
- SWR Sinfonieorchester Baden-Baden und Freiburg : orchestre symphonique fondé en 1946 par l’ancien SWF Baden-Baden. Les chefs d’orchestre étaient, entre autres, Hans Rosbaud et Ernest Bour ; l’orchestre est surtout reconnu par les Donaueschinger Musiktage (festival de Donaueschingen).
- Radio-Sinfonieorchester Stuttgart : orchestre symphonique fondé en 1946 par l’ancien SDR. Le chef d’orchestre était durant une longue période Hans Müller-Kray. L’orchestre est surtout reconnu par les Schwetzinger Festspiele (festival de Schwetzingen).
- SWR Volksensemble Stuttgart : issu de la chorale de la SDR qui était fondée en 1946.
- SWR Big Band : issu de l’orchestre de danse de la SDR, fondé en 1951 ; le chef d’orchestre fut durant longtemps Erwin Lehn. Depuis 1992, il existe le Big Band GmbH.

### Coopérations imbriquées
- Deutsche Radio Philharmonie Saarbrücken-Kaiserslautern : cet orchestre est issu de la fusion de l’orchestre Rundfunkorchester Kaiserslautern et l’orchestre SR Rundfunk-Sinfonieorchester Saarbrücken en septembre 2007 et est actuellement entretenu par la Saarländischer Rundfunk et la Südwestrundfunk.

## Missions de l’ARD
La SWR a la responsabilité de la coordination des programmes communautaires 3sat et ARTE, ainsi que pour le site internet de l’ARD (ARD.de). Le siège d’ARTE Deutschland TV GmbH se trouve à Baden-Baden, celui de ARD.de est situé à Mayence.
La SWR entretient des bureaux à l’étranger dans le cadre des reportages étrangers pour l’ARD :

### Radio
- Bruxelles : Peter Heilbrunner
- Genève (en alternance avec la MDR) : Pascal Lechler
- Istanbul : Ulrich Pick
- Johannesburg : Dagmar Wittek
- Le Caire : Esther Saoub
- Londres : Alfred Schmit
- Paris : Peter Stephan
- Strasbourg : Martin Durm
- Shanghai (en alternance avec la MDR) : Astrid Freyeisen
- Washington : Albrecht Ziegler

### Télévision
- Rio de Janeiro : Thomas Aders
- Genève : Daniel Hechler
- Johannesburg : Richard Klug
- Le Caire : Patrick Leclercq
- Madrid / Alger : Ute Brucker
- Mexico : Stefan Schaaf
- Strasbourg : Joachim Görgen